# Joseph Schaitberger

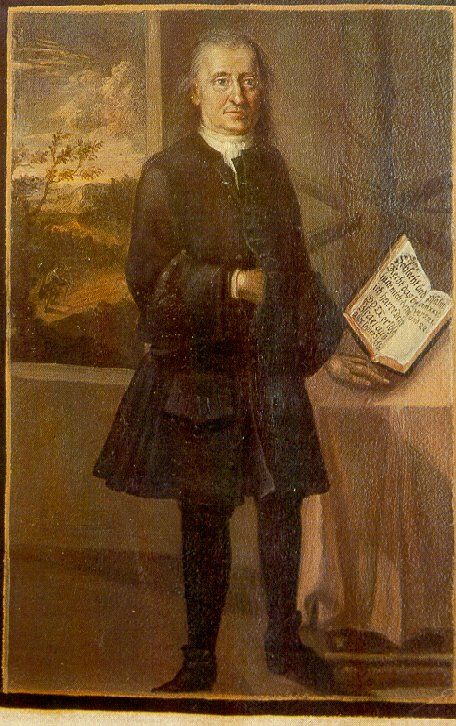
Joseph Schaitberger

Joseph Schaitberger (* 19. März 1658 in Dürrnberg bei Hallein, Erzstift Salzburg; † 3. Oktober 1733 in Nürnberg) war ein evangelischer Glaubenskämpfer und Bergmann. 

## Leben
Joseph Schaitberger wurde 1686 als Ketzer des Landes verwiesen und kam nach Nürnberg. Dort verfasste er sogenannte evangelische Sendbriefe, die vor allem an seine lutherischen Landsleute und Glaubensbrüder am Dürrnberg, im damals salzburgischen Defreggertal und an die im Exil lebenden Salzburger gerichtet waren.  Die erste, alle 24 Sendbriefe umfassende Ausgabe erschien nach 1710 und fand im süddeutschen Raum große Verbreitung. Theologisch standen die Sendbriefe fest auf dem Boden der lutherischen Orthodoxie. 
Durch seine Sendbriefe war Schaitberger zum geistigen Führer der evangelischen Bevölkerung des Erzstiftes geworden und trug wesentlich dazu bei, dass etwa 26.000 Salzburger, als Erzbischof Firmian sie durch sein Emigrationspatent nötigte, zwischen Glaube und Heimat zu wählen, sich für die Emigration entschieden. Sein bekanntes und weitverbreitetes Lied, „Ich bin ein armer Exulant“, das er sich einst selbst zum Trost gedichtet hatte, begleitete später die Salzburger Emigranten auf ihrem Weg ins damalige Ostpreußen.

## Anerkennungen
- 1969: Benennung der Evangelischen Pfarrkirche in Hallein auf Schaitbergerkirche